# Fernando Reski
Fernando Reski, nome artístico de Fernando Repitzky (Rio de Janeiro, 22 de maio de 1946), é ator, apresentador e autor brasileiro. 

## Biografia
De origem judaica, Reski é filho do imigrante Svilin Repitzky, natural de Odessa, e de mãe capixaba, também de origem soviética. Seu pai primeiro imigrou para Buenos Aires e de lá para o Rio de Janeiro, onde conheceu a esposa. Apesar de Fernando ser o único filho homem, seu pai nunca o obrigou a seguir seus passos, e sempre deu força para que ele seguisse carreira no que gostava de fazer: atuar.
É diretor do Sindicato dos Artistas e Técnicos em Espetáculos do Estado do Rio de Janeiro (SATED - RJ).
O ator é considerado o ator vivo, que mais fez filmes no país, são 53 filmes no currículo.
Atual é apresentador do Programa Show de Entretenimento, na Rádio Nossa Senhora de Copacabana, 98, 7 FM, todas as segundas-feiras,  de 20 ás 22 horas, onde faz entrevistas com grandes nomes da cultura nacional e dá dicas culturais.
Atual apresentador e repórter do programa "Gente Carioca" ao lado de CIDA MORAES (ex-BBB) , que é exibido pelo canal 6, da Net , na Cidade do Rio de Janeiro, o programa tem como pauta  a Cidade Maravilhosa , sua arte, seu povo e entrevistas artistas de cinema, teatro, televisão e se mantém como o programa que participa das inúmeras estreias culturais,  com entrevistas marcantes com várias personalidades da grande mídia.  O programa Gente Carioca esta no ar desde Julho de 2011 até hoje (2015) e é referência na TV carioca.
Foi apresentador do programa Comunidade na TV, produzido pela Federação Israelita do Rio de Janeiro (FIERJ). Também atuou em outros programas, sendo responsável pelo extinto quadro "Câmera 9 GLS", sobre assuntos GLS dentro do programa "Câmera 9" da estação de TV CNT do Rio de Janeiro.
Em 2011 foi apresentador do programa de televisão a cabo "Palco Popular" junto com sua "partner" Cida Moraes , enquanto o programa esteve no ar. 
No Carnaval: Desfilou como destaque na União da Ilha, Caprichosos de Pilares e Viradouro. Começou a  trabalhar no Carnaval fazendo transmissão dos bailes do Scala Rio 7 durante anos, ao lado da atriz Rogéria. Fez por anos a cobertura pela Band no sambódromo, ao vivo, e na CNT. Fez por 2 anos parte do júri do grupo de acesso, a transmissão de camarotes NET RIO, a transmissão no Programa de Miami da atriz Teresinha Sodré, do camarote da Brahma 2015 e, por último, em 2015, fez a transmissão exclusiva da escola de samba Beija Flor de Nilópolis, para o canal próprio da escola. Fernando Reski é sempre convidado da Liesa tendo todos os anos trânsito livre na avenida.  
Foi Padrinho da Banda de Ipanema ao lado de Luiza Brunet.  

## Carreira

### Na televisão
| Ano  | Título                          | Personagem         | Notas                          |
| ---- | ------------------------------- | ------------------ | ------------------------------ |
| 1967 | Anastácia, a Mulher sem Destino | —                  |                                |
| 1970 | A Mansão dos Vampiros           | —                  |                                |
| 1972 | Dom Camilo e os Cabeludos       | Hippie             |                                |
| 1972 | Uma Rosa com Amor               | Souza              |                                |
| 1977 | Os Trapalhões                   | Vários personagens |                                |
| 1980 | Sítio do Picapau Amarelo        | Edward             | Episódio: "A Santa do Pau Oco" |
| 1984 | Rabo de Saia                    | Advogado           |                                |
| 1986 | Memórias de um Gigolô           | Dr. Espiridião     | [ 3 ]                          |

### No cinema
| Ano  | Título                                | Personagem                  |
| ---- | ------------------------------------- | --------------------------- |
| 1967 | A Lei do Cão                          | —                           |
| 1969 | Os Paqueras                           | —                           |
| 1973 | Vai Trabalhar Vagabundo               | —                           |
| 1975 | Eu Dou O Que Ela Gosta                | Carlo Brociato              |
| 1975 | O Fraco do Sexo Forte                 | Chofer                      |
| 1975 | The Awakening of Annie                | —                           |
| 1975 | O Monstro de Santa Teresa             | —                           |
| 1976 | As Massagistas Profissionais          | —                           |
| 1976 | As Mulheres Que Dão Certo             | Napoleão                    |
| 1976 | O Vampiro de Copacabana               | —                           |
| 1977 | O Sexomaníaco                         | —                           |
| 1977 | Ódio                                  | Vanuza                      |
| 1977 | Nem As Enfermeiras Escapam            | Detetive                    |
| 1977 | O Garanhão no Lago das Virgens        | Marcos                      |
| 1977 | O Seminarista                         | —                           |
| 1977 | Snuff, Vítimas do Prazer              | Bob Channing                |
| 1978 | Belas e Corrompidas                   | Guarda-noturno              |
| 1978 | Amada Amante                          | Presidente                  |
| 1979 | Nos Tempos da Vaselina                | Pescador                    |
| 1979 | O Coronel e o Lobisomem               | Fontainha                   |
| 1979 | O Guarani                             | Dom Diogo                   |
| 1979 | O Preço do Prazer                     | —                           |
| 1979 | Sábado Alucinante                     | Cafifo                      |
| 1979 | Lerfá Mú                              | —                           |
| 1980 | A Noiva da Cidade                     | Mário                       |
| 1980 | O Namorador                           | —                           |
| 1980 | Muito Prazer                          | Aspirante                   |
| 1980 | Amantes Violentos                     | Amante                      |
| 1980 | O Grande Palhaço                      | Apresentador do circo médio |
| 1980 | Os Paspalhões em Pinóquio 2000        | Otto                        |
| 1980 | Prova de Fogo                         | —                           |
| 1980 | Tudo Acontece em Copacabana           | —                           |
| 1981 | Consórcio de Intrigas                 | Ator de TV                  |
| 1981 | A Ilha do Amor                        | Dr. Algério                 |
| 1981 | Anjos do Sexo                         | Delegado                    |
| 1981 | Crazy - Um Dia Muito Louco            | Teodoro                     |
| 1981 | Rapazes da Calçada                    | Jorge                       |
| 1981 | Um Marciano em Minha Cama             | Bebeto                      |
| 1982 | Insônia                               | —                           |
| 1983 | Profissão Mulher                      | Zezinho                     |
| 1984 | Amenic - Entre o Discurso e a Prática | —                           |
| 1985 | Depravados em Fúria                   | —                           |
| 1985 | Mulheres Insaciáveis                  | Síndico                     |
| 1985 | Bum Bum, a Coisa Erótica              | —                           |
| 1986 | O Verdadeiro Amante Sexual            | Cláudio                     |
| 1986 | O Homem da Capa Preta                 |                             |
| 1986 | Rockmania                             | Silveirinha                 |
| 1987 | As Aventuras de Sérgio Mallandro      | —                           |
| 1987 | Urubus e Papagaios                    | Assistente do prefeito      |
| 1988 | O Diabo na Cama                       | —                           |
| 1996 | O Lado Certo da Vida Errada           | —                           |

### No teatro
- 1969 - Hair
- 2015 - Brasil de janeiro a janeiro - Teatro Princesa Isabel
- 2016 - 100% Comédia - Teatro Princesa Isabel